# Ben Geller
Ben Geller (11 mei 1995) is een personage uit de Amerikaanse sitcom Friends. Hij is de zoon van Ross Geller en Carol Willick. Cole Sprouse vertolkt voornamelijk de rol van Ben.

## Biografie
In de allereerste aflevering van Friends vertelt de ex-vrouw van Ross, Carol Willick, dat zij zwanger is van hem. Carol Willick heeft inmiddels een relatie met Susan Bunch. Ze besluiten het kindje met zijn drieën op te voeden, Ben zou dus twee moeders en één vader krijgen.
In The One with the Birth krijgen Ross en Susan ruzie over het kindje en wanneer Phoebe orde op zaken wil stellen, in het hok van de conciërge, komen ze vast te zitten. Hierdoor worden ze gedwongen in het ventilatiesysteem te kruipen. Phoebe trok een overall van de conciërge aan, die Ben heet.
Uiteindelijk kunnen Ross, Susan en Carol geen naam bedenken waar ze het alle drie over eens zijn en besluiten ze hem Ben te noemen.
Bedenkers: Marta Kauffman · David Crane 

Friends: Rachel Green (Jennifer Aniston) · Monica Geller (Courteney Cox) · Ross Geller (David Schwimmer) · Phoebe Buffay (Lisa Kudrow) · Chandler Bing (Matthew Perry) · Joey Tribbiani (Matt LeBlanc)

Nevenpersonages: Gunther (James Michael Tyler) · Janice Litman-Goralnick (Maggie Wheeler) · Mike Hannigan (Paul Rudd) · Ben Geller (Cole Sprouse) · Jack Geller (Elliott Gould) · Judy Geller (Christina Pickles)

Titelsong: The Rembrandts - I'll Be There for You 

Spin-off: Joey (afleveringen)

Overig: Central Perk · gastrollen · afleveringen